# 雷约·拉克索拉
雷约·拉克索拉（芬蘭語：Reijo Laksola，1952年8月10日—），芬兰男子冰球运动员，场上位置是后卫。他曾代表芬兰国家队参加1976年冬季奥林匹克运动会冰球比赛，获得第四名。